# Chung Hyeon
En aquest nom coreà, el cognom és Chung.
Chung Hyeon (hangul: 정현, hanja: 鄭泫; pronunciat: tɕəːŋ hjʌn; Suwon, 19 de maig de 1996) és un tennista professional sud-coreà. Es va convertir en el primer tennista sud-coreà en arribar a una semifinal d'un Grand Slam a l'Open d'Austràlia de 2018. Fou campió del Next Generation ATP Finals (2017).

## Palmarès: 1 (0−0−1)

### Exhibició: 1 (1−0)
| Resultat  | Núm. | Data                   | Torneig                                  | Superfície | Oponent        | Marcador                 |
| --------- | ---- | ---------------------- | ---------------------------------------- | ---------- | -------------- | ------------------------ |
| Guanyador | 1.   | 11 de novembre de 2017 | Next Generation ATP Finals, Roma, Itàlia | Dura       | Andrei Rubliov | 3−4(5), 4−3(2), 4−2, 4−2 |

## Trajectòria

### Individual
| Open d'Austràlia | A   | Q     | 1R   | 2R    | SF    | 2R | 0 / 4   | 7 – 4   |
| Roland Garros | A   | Q     | 1R   | 3R    | A     | A  | 0 / 2   | 2 – 2   |
| Wimbledon | A   | 1R    | A    | A     | A     | A  | 0 / 1   | 0 – 1   |
| US Open | Q   | 2R    | A    | 2R    | 2R    | 3R | 0 / 4   | 5 – 4   |
| Victòries − Derrotes | 2−1 | 12−10 | 8−13 | 29−18 | 29−18 |    | 69 – 50 | 69 – 50 |
| Rànquing a final d'any | 173 | 51    | 104  | 59    | 25    |    |         |         |
| Llegenda: G: Guanyador; F: Finalista; SF: Semifinalista; QF: Quarts de final; Q: Qualificació; A: Absent; RR: Round Robin; |     |       |      |       |       |    |         |         |